# Nationaal Songfestival 2012
El Nationaal Songfestival 2012 fue la edición del concurso para seleccionar la entrada de los Países Bajos para el Festival de la Canción de Eurovisión. En esta edición se decidió cual de las 6 canciones formará parte de la 56° edición a realizarse en Bakú, Azerbaiyán. Las canciones participantes se sometieron a una votación mixta de jurado y televoto, cada uno equivalente al 50% para elegir a la ganadora.
- Datos: Q5199972